# 共和薬品販売
共立薬品販売株式会社（きょうりつやくひんはんばい）は、東京都中央区日本橋本町3-7に本社を置く医薬品の卸売りを扱う企業であった。共創未来グループの一社「東邦薬品」である。

## 概要
- 代表取締役社長　小浦久
- 資本金　500万円

## 沿革
- 昭和58年10月東京都の「東邦薬品株式会社」と合併「日本橋町営業所」として発足

## 取引メーカー
- 共和薬品のみ